# Kdyby prase mělo křídla
Kdyby prase mělo křídla je písňové album pro děti i dospělé, obsahující texty Emanuela Frynty, Pavla Šruta a Jana Vodňanského, které plně zhudebnil a částečně i sám nazpíval Petr Skoumal.
Titulní píseň vznikla na přebásněním textu britského spisovatele Jamese Reevese If Pigs Could Fly. V roce 1996 Petr Skoumal spolu s režisérem Janem Bornou a hercem Janem Vondráčkem připravili v Divadle v Dlouhé stejnojmenné divadelní představení, které bylo na repertoáru až do roku 2013. V inscenaci kromě Petra Skoumala účinkovala řada herců ze souboru Divadla v Dlouhé. Zaznělo v ní i několik skladeb z následujícího Skoumalova alba Pečivo.
Titulní píseň používá také Český rozhlas jako znělku k dětskému pořadu Ostrov kde rostou housle na stanici Vltava.
Jednotlivé písně parafrázují jednotlivé hudební styly, například "Na velbloudu" parafrázuje arabskou hudbu, "Tygr" pařížský valčík, "Bohužel" slovácké lidové písničky.
V březnu 2012 vyšlo album v reedici.

## Seznam skladeb
formát /název (autor textu) zpěv (délka)/, autorem hudby ke všem skladbám je Petr Skoumal
1. Sandály (Emanuel Frynta) Petr Skoumal, C&K Vocal (1:46)
2. Pod (Emanuel Frynta) Petr Skoumal (4:09)
3. Tygr (Emanuel Frynta) Petr Skoumal (1:59)
4. Ančičky (Emanuel Frynta) Petr Skoumal (1:38)
5. Klokan (Emanuel Frynta) Petr Skoumal, C&K Vocal (0:58)
6. Štěně (Emanuel Frynta) Jiří Cerha (2:07)
7. Kolik je na světě (Jan Vodňanský) Petr Skoumal, Hana Horká (3:01)
8. Kdyby prase mělo křídla (James Reeves, Pavel Šrut) Oldřich Kaiser & Jiří Lábus (1:30)
9. Samí známí (Emanuel Frynta) - Petr Skoumal (2:37)
10. 5 ježibab (Pavel Šrut) Jan Hartl, C&K Vocal (1:16)
11. Sýček (Emanuel Frynta) Jiří Malšovský, C&K Vocal (1:26)
12. Pět myšů (Emanuel Frynta) Petr Skoumal (2:16)
13. Pan Šatra (Emanuel Frynta) Petr Skoumal (2:07)
14. Červotoč (Emanuel Frynta) Petr Skoumal (1:22)
15. Jeleni (Emanuel Frynta) Petr Skoumal (2:09)
16. Tchoři (Emanuel Frynta) C & K Vocal (0:47)
17. Plž (Emanuel Frynta) Petr Skoumal (1:15)
18. Vrabčáci (Emanuel Frynta) Petr Skoumal (1:02)
19. Had a plaz (Pavel Šrut) Petr Skoumal (0:53)
20. Sloní (Pavel Šrut) Lubor Šonka, Jarka Kretschmerová, Jan Hartl (0:48)
21. Když jde malý bobr spát (Jan Vodňanský) Petr Skoumal, C&K Vocal (2:56)
22. Mlýnek (František Halas) Petr Skoumal, Hana Horká (2:46)
23. Krtek (Emanuel Frynta) Jiří Cerha (2:20)
24. Bohužel (Pavel Šrut) Petr Skoumal (1:40)
25. Na velbloudu (Petr Skoumal) Petr Skoumal (2:53)
26. Myš domácí (Emanuel Frynta) Petr Skoumal (2:55)
27. Podzim (Emanuel Frynta) C & K Vocal (3:17)
28. Život je pes (Emanuel Frynta) Petr Skoumal, C & K Vocal (2:16)

Natočeno ve studiu Petra Skoumala 1990-1991, vydal Bonton 1991.